# Rinorea dasyadena
Rinorea dasyadena är en violväxtart som beskrevs av André Georges Marie Walter Albert Robyns. Rinorea dasyadena ingår i släktet Rinorea och familjen violväxter. Inga underarter finns listade i Catalogue of Life.